# Poticiok, Reșetîlivka
Poticiok (în ucraineană Потічок) este localitatea de reședință a comunei Poticiok din raionul Reșetîlivka, regiunea Poltava, Ucraina.

## Demografie
Componența lingvistică a localității Poticiok
     Ucraineană (98,18%)
     Alte limbi (1,51%)
Conform recensământului din 2001, majoritatea populației localității Poticiok era vorbitoare de ucraineană (98,18%), existând în minoritate și vorbitori de alte limbi.